# Xiphocarididae
Famille
Xiphocarididae est une famille de crevettes (crustacés décapodes) de la super-famille Nematocarcinoidea.

## Liste des genres
Selon World Register of Marine Species (31 décembre 2018) :
- genre Xiphocaris von Martens, 1872